# Municipio de West Pikeland
El municipio de West Pikeland (en inglés: West Pikeland Township) es un municipio ubicado en el condado de Chester en el estado estadounidense de Pensilvania. En el año 2000 tenía una población de 3.551 habitantes y una densidad poblacional de 137,6 personas por km².

## Geografía
El municipio de West Pikeland se encuentra ubicado en las coordenadas 40°02′25″N 75°37′20″O / 40.04028, -75.62222.

## Demografía
Según la Oficina del Censo en 2000 los ingresos medios por hogar en la localidad eran de $105 322 y los ingresos medios por familia eran de $111 760. Los hombres tenían unos ingresos medios de $80 611 frente a los $41 765 para las mujeres. La renta per cápita de la localidad era de $48 616. Alrededor del 0,5% de la población estaba por debajo del umbral de pobreza.